# La chica de ayer
La chica de ayer è un brano musicale scritto da Antonio Vega e registrato dal gruppo spagnolo Nacha Pop per l'album Un día cualquiera.
Il cantante spagnolo Enrique Iglesias registrò una versione di La chica de ayer per l'album Quizás nel 2002. La canzone fu pubblicata come primo singolo per il mercato spagnolo.

## Tracce
CD promo CHICA 1
1. La chica de ayer - 3:56